# Matt Shively
Matthew James "Matt" Shively, Jr (Hanford, 15 september 1990) is een Amerikaanse acteur.

## Biografie
Shively raakte toen hij 10 jaar was geïnteresseerd in acteren nadat hij Shia LaBeouf had gezien in het televisieprogramma Even Stevens. LeBoeuf is nog altijd een inspiratie voor Shively's acteerwerk.
Shively werd bekend door zijn rol als Ryan Laserbeam in de serie True Jackson, VP van Nickelodeon. Voor deze rol had hij meerdere keren auditie gedaan en steeds kreeg hij de rol niet. Totdat hij twee weken werd gebeld en te horen kreeg dat hij mocht worden getest voor de rol. Hij won de test en kreeg de rol.

## Filmografie
- The Tomb (2007)
- Rattle Rasket (2007)
- Zoey 101 (2007)
- True Jackson, VP (2008-2011)
- The Troop (2011-2012) als Kirby Bancroft-Cadworth III.
- Noobz (2012)
- Paranormal Activity 4 (2012)
- Teen Wolf (2014)